# Kátsor Keresztély
Kácsor András (szerzetesi nevén Szent Imréről nevezett Kátsor Keresztély) (Pest, 1710. november 28. – Pest, 1792. augusztus 28.) történetíró, költő, levéltárnok, piarista áldozópap és tanár.

## Élete
Szülővárosában végezte gimnáziumi tanulmányait, 1727. október 12-én Privigyén a piarista rendbe lépett. 1729. október 16-án Korponán tett szerzetesi fogadalmat. Előbb Pesten, majd 1730-tól Debrecenben volt tanító, hitoktató. 1731-ben Nagykárolyban, 1732-ben Vácott filológiát, 1733-ban Szegeden teológiát tanult. 1734. április 11-én Temesváron pappá szentelték. Ezt követően Debrecenben tanított, 1735-ben Breznóbányán teológiát hallgatott. 1736-ban Nyitrán a retorika és a poétika tanára volt, Korponán 1737-től a humaniorák korrepetitora, 1739-ben Aspermont gróf nevelője lett.
1740-ben visszatérvén a rendbe, filológiát tanított. 1742-ben Medgyesen lett házfőnök, 1743-ban kinevezték tartfőnöki titkárra. 1744-ben Nagykárolyban rektorként és újoncmesterként (novícmester) működött. 1749-től 1751-ig rendfőnöki titkár volt. 1752-től Veszprémben, 1761-től 1763-ig Újszentannán viselte a házfőnöki tisztet. 1764-től Kecskeméten helyettes rektor, 1765-től Privigyén volt újoncmester. 1776-tól Kecskeméten rektor, 1780-től pedig újoncmesteri teendőket is ellátott 1782-ig. 1783-tól haláláig Pesten tartózkodott mint házfőnök, újoncmester, kormánysegéd és levéltárnok. 1784-től helyettes rektorként is működött.

## Munkássága
Rendkívül sokat írt; alig van piarista ház, ahol ne volna egy-két hatalmas munkája. Kellő anyagi segítség hiánya miatt azonban művei legnagyobb részét nem tudta kiadni. Ő volt az első hazánkban, aki az iskolai színműirodalom fejlesztése céljából a francia drámai irodalom termékeit ajánlgatta tanárainknak mintául. A piaristák figyelmét már 1764-ben felhívta a külföld klasszikus színművekre, elsősorban Racine munkáira. Maga is több színművet irt, melyek közül a Rózsa című allegorikus színmű iskolai színjátékunk egyik legszebb emléke. A pesti piarista ház könyvtárában van a Liber de cosmographiae et matheseos principiis című pompás illusztrációkkal díszített munkája, továbbá kétkötetes egyháztörténelme, világtörténelme, a Tractatus de quaestionibus és a Brevis ac dilucida rerum sacrarum v. t. noticia c. műve. 1760-ben írta a Capitularii cononico regularis nevű két kötetes történeti művét, mely egymaga ezerháromszáz oldalra terjed. Ennél is nagyobb az Intimata regia-nak nevezett gyűjteménye. A kecskeméti piarista rendházban őrzött feljegyzései érdekes adalékként szolgálnak Kecskemét várostörténetéhez.

## Iskoladrámái
- Onomasticus Mercurii Stephanitus (Pest, 1728)
- Resplendens gloria Martis in Joanne Armeniae Rege (Pest, 1730)
- Ilias in nuve sive Diva Catharina (Nagyszombat, 1736)
- Felix defluentis novi Jani suspicium (Nyitra, 1737)
- Diogene (Nyitra, 1737)
- De Alexide in Majo (Nyitra, 1737)
- Daphnis. Rendi pásztorjáték (Privigye, 1771)
- Rosa. Allegoria zenekísérettel (Privigye, 1772)